# Deutschlandfunk

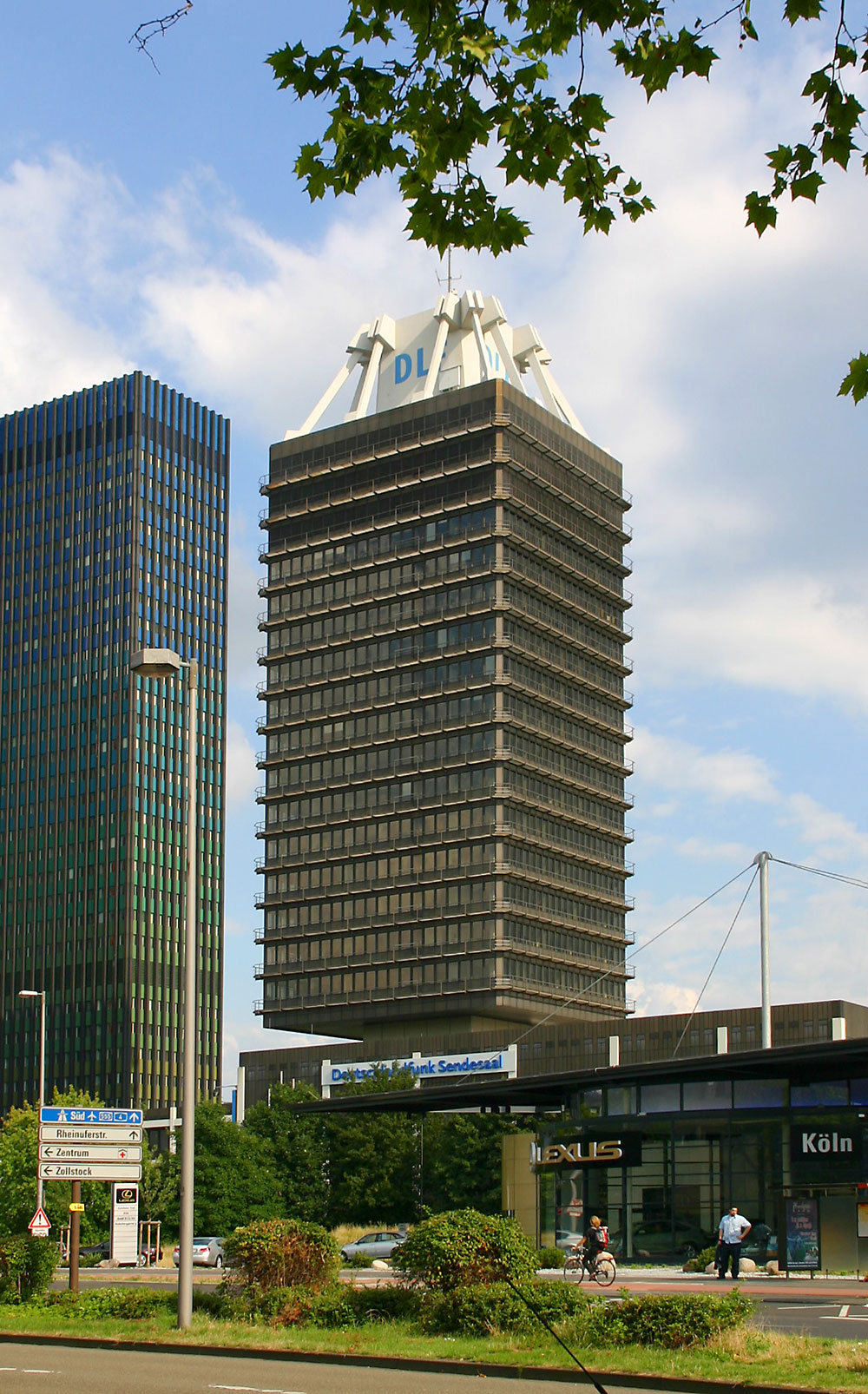
L'attuale "Funkhaus" del Deutschlandfunk a Colonia.

Deutschlandfunk (abbreviazione: DLF) è un canale di notizie nazionale tedesco. Il canale è paragonabile a Radio 1 rispettivamente nei Paesi Bassi e nelle Fiandre.
All'inizio degli anni '50, le emittenti regionali ARD commissionarono a Nordwestdeutscher Rundfunk (NWDR) un programma radiofonico nazionale a onde lunghe. Ciò si verificò in risposta alla messa in servizio del trasmettitore a onde lunghe Deutschlandsender da parte della RDT. Le prime trasmissioni di prova furono trasmesse nel 1953 e nel 1956 la Norddeutscher Rundfunk (NDR), fondata nel frattempo iniziò a trasmettere.
Il 26 ottobre 1960, il Bundestag approvò una legge che istituiva Deutschlandfunk come emittente indipendente. Oltre a Deutschlandfunk, questa legge ha reso indipendente Deutsche Welle. Deutschlandfunk ha erogato i suoi servizi in Germania con l'onda lunga, mentre Deutsche Welle all'estero attraverso l'onda corta. La società indipendente Deutschlandfunk iniziò a trasmettere dal 1º gennaio 1962 dagli studi di Colonia. Negli anni '60 fu creato anche un dipartimento europeo per trasmettere programmi nell'Europa orientale in lingue diverse dal tedesco, come inglese, ceco, croato, polacco e serbo.
Dopo la caduta della cortina di ferro e la riunificazione della Germania, la radio fu riorganizzata e le trasmissioni internazionali furono trasferite alla Deutsche Welle. Nel 1994, la stazione radio è stata fusa con Deutschlandradio Kultur di Berlino per diventare la stazione radio 
Deutschlandradio.

## Organizzazione
- 1960-1966 : Hermann Franz Gerhard Starke
- 1966-1972 : Franz Thedieck
- 1973-1976 : Reinhard Appel
- 1976-1988 : Richard Becker
- 1988-1992 : Edmund Gruber
- 1992-1993 : Dettmar Cramer